# Sapna
Sapna (v srbské cyrilici Сапна) je město v Tuzlanském kantonu na severu Bosny a Hercegoviny. Je centrem stejnojmenné općiny. V roce 2013 měla Sapna 12 136 obyvatel.
Město je poprvé připomínáno jako součást Zvornického sandžaku, který byl zřízen v letech 1478–1483. Během existence SFRJ byla Sapna administrativně součástí zvornického okruhu, po podepsání Daytonské dohody se nicméně stal Zvornik součástí Republiky srbské a proto byla zřízena samostatná Općina Sapna.